# Видлицкий район
Видлицкий район — административно-территориальная единица в составе Карельской АССР, существовавшая в 1927—1930 годах. Центром района было село Видлица.
Видлицкий район был образован постановлением 2 сессии Центрального Исполнительного Комитета Карельской АССР VII созыва от 17 июля 1927 года. 29 августа того же года это решение было утверждено постановлением Президиума Всероссийского Центрального Исполнительного Комитета.
В состав района вошли Видлицкая и Туломозерская волости полностью, а также Ведлозерская волость без Савиновского и Щеккильского сельсоветов.
По данным 1928 года район включал 10 сельсоветов: Большегорский, Ведлозерский, Видлицкий, Кинелахтинский, Колатсельгский, Кондушский, Нялмозерский, Палалахтинский, Пульчельский и Тулокский.
В районе, по данным переписи 1926 года, проживало 11 715 человек, из них 97,1 % составляли карелы, а 1,7 % — русские.
28 февраля 1930 года Президиум ЦИК Карельской АССР постановил упразднить Видлицкий район. При этом Ведлозерский, Нялмозерский, Колатсельгский и Палалахтинский сельсоветы были переданы в Пряжинский район, а остальная территория — в Олонецкий район. Это решение было утверждено поставлением Президиума ВЦИК и СНК РСФСР от 20 апреля 1930 года «О сокращении сети районов Карельской АССР».